# Branko Ziherl
Branko Ziherl, slovenski plavalec/skakalec v vodo, * 9. september 1916, Ljubljana, † avgust 1942, Kočevski Rog.

## Življenjepis
Branko Ziherl, sin Ane Kobal Ziherl, je del svoje mladosti preživel v Škofji Loki, kasneje se je družina preselila v Ljubljano. Po vojni so po njem poimenovali priznanja športnikom za vrhunske dosežke in priznanja športnim delavcem za dolgoletno uspešno delo v telesni kulturi.
Ziherl je za Kraljevino Jugoslavijo nastopil na Poletnih olimpijskih igrah 1936 v Berlinu, kjer je v skokih z deske osvojil 10. mesto, v skokih s stolpa pa 20. mesto. 
Ziherl je bil edini slovenski in jugoslovanski skakalec v vodo, ki je v zgodovini nastopil na Olimpijskih igrah.
Bil je tudi telovadec (gimnastik).